# Rule of Rose
Rule of Rose är ett spel inom survival horror-genren, släppt 2006 i USA, Japan, och Europa till Playstation 2. Det har liknats vid spel som Silent Hill och Clock Tower på grund av användandet av psykologisk skräcktaktik.
Spelet har varit upphov till en del kontroversi, bland annat runt våldet mot djur och spelets huvudperson, och den antydda sexualiteten bland flickorna i Red Crayon Aristocrat Club.
Kriker rosar Rule of Roses stämning, grafik och musik, dess originalitet och den komplexa historien den berättar, men samtidigt har den fått mycket negativa reaktioner på jobbig stridsmekanik och "förvirrande" story.

## Handling
Handlingen följer nittonåriga Jennifer i England, då hon utforskar sina bortglömda minnen av barnhemmet Rose Garden, och det sadistiska barnsällskapet som kallar sig själva Red Crayon Aristocrat Club (röda kritan aristokratklubb). Spelets historia är baserad på Jennifers personliga minnen, och kan därför ibland vara otydlig.
Spelet börjar när Jennifer en natt sitter på bussen. En pojke ger henne en bok med titeln "The Little Princess", och ber henne läsa den för honom. Han frågar hur historien fortsätter. Innan Jennifer hinner reagera, stannar bussen vid en avlägsen busshållplats i skogen och pojken går av bussen för att försvinna i mörkret. Jennifer följer efter.
Jakten på pojken leder henne till ett gammalt, nedfallet barnhem. Innanför grinden står två barn med bruna papperspåsar på huvudet och slår på en blodig säck med en käpp. Jennifer fortsätter sin jakt på pojken in i och genom huset. Hon upplever en känsla av att vara övervakad, och tycker sig höra barn skratta.
Efter att ha följt pojken genom ett hus fyllt med störande upptäckter, når Jennifer vindsvåningen, för att finna pojken på toppen av ett stort altare. Pojken ber henne återigen att läsa boken han gav henne. Texten tycks forma sig själv vartefter Jennifer rör sig framåt i spelet.
Efter Jennifer har läst igenom den nya texten försvinner pojken. Hon blir informerad att en begravning pågår på gården, och beger sig ner till husets innergård där hon finner en nyligen igenfylld grav. Hon gräver upp kistan, och finner den blodiga säcken. Några av barnen, fortfarande med papperpåsar över huvudet, smyger sig på henne. De säger att hon är skitig och häller vatten över henne, innan de låser in henne i kistan och bär iväg den. 
Jennifer vaknar upp bunden i ett främmande rum. Pojken talar till henne genom ett hål i väggen, och förklarar för henne att hon därefter måste lyda hans order, om hon vill överleva. Han befaller henne att varje månad ge en gåva till "Aristokratklubben". Därefter släpps hon fri från repen.
Det blir snart klar att hon inte längre är kvar i barnhemmet, utan ombord på ett luftskepp. Hon utforskar de nya rummen och korridorerna för att hitta skyltar som leder henne till en dörr markerad som ingången till Aristokratklubben. En lapp instruerar henne att hon måste hitta en vacker fjäril för att få bli medlem i Aristokratklubben.